# Sergio Marchionne

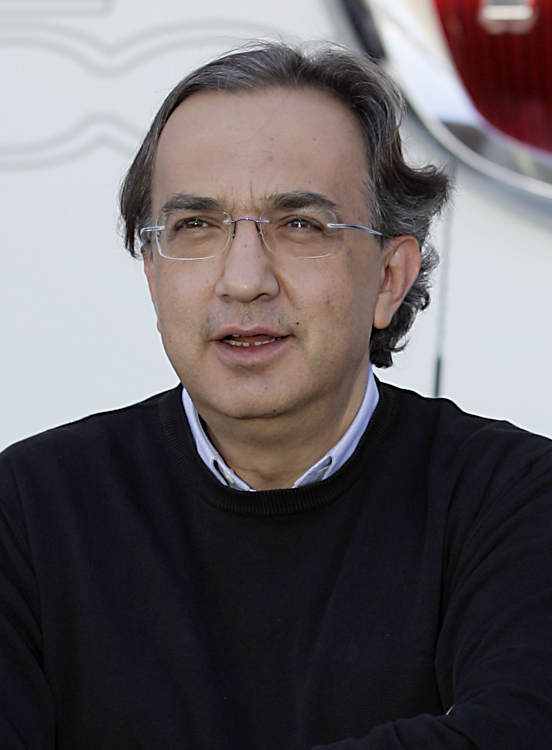
Sergio Marchionne (2007)

Sergio Marchionne (* 17. Juni 1952 in Chieti; † 25. Juli 2018 in Zürich) war ein italienisch-kanadischer Manager.

## Leben
Sergio Marchionne wanderte im Alter von 14 Jahren mit seiner Familie ins kanadische Toronto aus. Dort studierte er Philosophie an der University of Toronto, Betriebswirtschaftslehre an der University of Windsor sowie Rechtswissenschaften an der Osgoode Hall Law School der York University in Toronto. Marchionne war Rechtsanwalt und Wirtschaftsprüfer. 
Seine berufliche Laufbahn begann 1983 als Wirtschaftsprüfer und Spezialist für Steuerfragen bei der Revisionsfirma Deloitte & Touche in Kanada. In den darauf folgenden Jahren übernahm er verschiedene Führungspositionen beim Verpackungsunternehmen Lawson Mardon Group, bei Glenex Industries und bei Acklands Ltd. 1992 kehrte er zur Lawson Mardon Group zurück und wurde Chief Financial Officer.
Nachdem das Unternehmen 1994 von der Alusuisse Lonza (Algroup) übernommen worden war, hielt Marchionne verschiedene Positionen inne und wurde 1997 CEO von Alusuisse. Nach der Zusammenlegung von Alusuisse und Alcan war er als CEO und Chairman der abgespalteten Lonza Group Ltd. tätig.
Als Marchionne 2002 zum CEO der Société Générale de Surveillance (SGS) in Genf berufen wurde, sanierte er das angeschlagene Unternehmen. 2006 übernahm er das Präsidium des Verwaltungsrates von SGS. 
Ab 2003 war Marchionne Mitglied des Aufsichtsrates, seit Juni 2004 CEO der Fiat S.p.A. und CEO von Fiat Group Automobiles, Fiats größter Industrietochter. Innerhalb des Fiat-Konzerns führte er zahlreiche Sanierungsmaßnahmen wie Bürokratieabbau, Prozessbeschleunigung und Marktausrichtung ein. Er lancierte neue Modelle und rettete das finanziell stark angeschlagene Unternehmen vor dem Untergang. Von April 2007 bis April 2010 war Marchionne als nebenamtlicher Vizepräsident auch Verwaltungsrat der UBS.
Ab Sommer 2009 war er CEO der Chrysler LLC im Zuge der damals geplanten Mehrheitsbeteiligung von Fiat an dem amerikanischen Automobilkonzern. Mittlerweile ist Fiat mit Chrysler zur FCA (Fiat Chrysler Automobiles) mit Sitz in den Niederlanden fusioniert. Marchionne war Vorstandsvorsitzender von Ferrari, die aus FCA herausgelöst und der Investmentgesellschaft der Agnelli-Familie, Exor, direkt unterstellt wurde. Bei Exor war Marchionne stellvertretender Vorstandsvorsitzender. Bei der ebenfalls von Exor kontrollierten CNH Industrial war Marchionne Vorstandsvorsitzender. 
Marchionne sagte im Oktober 2014, dass er Fiat nicht über 2018 hinaus führen wolle. Am 21. Juli 2018 gab John Elkann, Präsident von FCA, den sofortigen Rücktritt Marchionnes von allen Posten aus gesundheitlichen Gründen bekannt. Als FCA-CEO folgte ihm Mike Manley nach, als Ferrari-Vorstandsvorsitzender Louis Camilleri.
Marchionne war verheiratet; seine Frau und Kinder wohnen – seit seinen Tätigkeiten in der Schweiz – in der Romandie. Seinen offiziellen Wohnsitz verlegte er 2016 von Walchwil im Kanton Zug nach Schindellegi im Kanton Schwyz, obwohl er größtenteils in Turin lebte. Sein Vermögen wurde 2017 vom Schweizer Wirtschaftsmagazin Bilanz auf 550 Millionen Schweizer Franken geschätzt. Am 25. Juli 2018 verstarb er im Alter von 66 Jahren in Zürich. Er war seit über einem Jahr wegen einer schweren Erkrankung immer wieder im Universitätsspital Zürich in Behandlung gewesen.